# Gamma-Knife

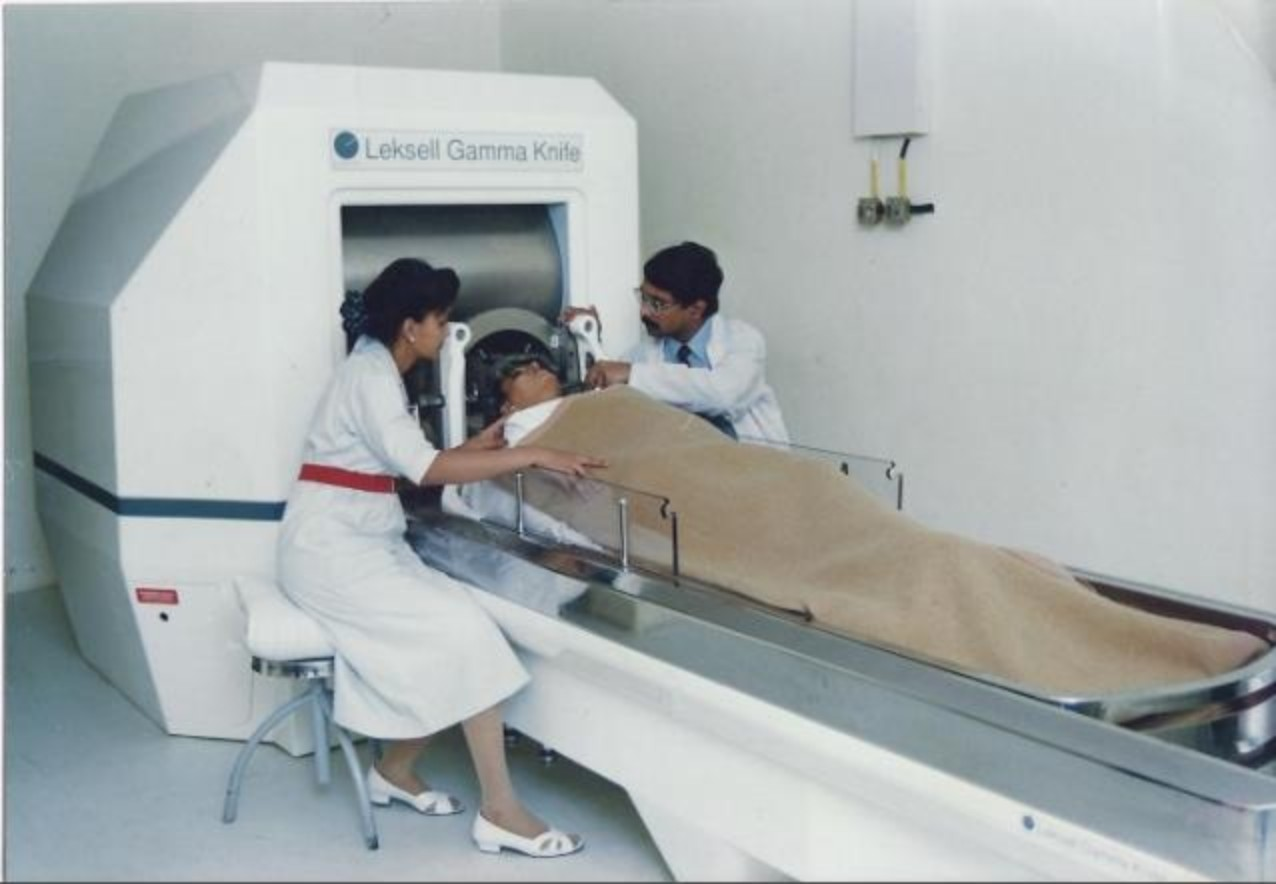
Leksell Gamma Knife

Das Gamma-Knife, auch Leksell Gamma Knife (englisch knife ‚Messer‘), ist ein Strahlentherapiegerät des schwedischen Herstellers Elekta. Es dient der sogenannten stereotaktischen Radiochirurgie von Hirntumoren und Gefäßmalformationen. Dabei werden hochdosierte Gammastrahlen aus 201 einzelnen radioaktiven Cobalt-60-Quellen durch einen helmförmigen Kollimator mit entsprechenden Bohrungen auf den Kopf des Patienten gerichtet. Die nadelförmigen Strahlen können mit hoher Genauigkeit auf einen Punkt ausgerichtet werden, wodurch der Tumor zerstört werden kann, das umliegende Gewebe jedoch unbeschädigt bleibt, da erst im "Brennpunkt" an welchem sich die Strahlen überschneiden, genug Dosis aufgebaut wird.
Das erste Gamma-Knife wurde von dem Stockholmer Neurochirurgen Lars Leksell und dem Radiobiologen Börje Larsson aus Uppsala entwickelt und 1968 am Krankenhaus Sophiahemmet in Stockholm in Betrieb genommen. Das Prinzip der stereotaktischen Radiochirurgie hatte Leksell bereits 1951 entwickelt.
Weltweit sind (Stand 2024) mehr als 300 Geräte in Betrieb. In Deutschland gibt es sieben Gamma-Knife-Zentren (Aachen, Frankfurt, Hamburg, Hannover, Krefeld, Mannheim und München); in der Schweiz zwei (Lausanne, Zürich), in Österreich eines (Wien). Durch seine kugelige, halbgeschlossene Bauart ist es am besten zur Behandlung von Hirntumoren geeignet. Für Tumoren in anderen Körperregionen werden Linearbeschleuniger eingesetzt.
Die radiochirurgische Behandlung mit dem Gamma Knife erfolgt ambulant oder im Rahmen eines kurzen stationären Aufenthaltes. In der Regel gibt es nur eine einzige Sitzung. Die eigentliche Behandlung dauert je nach Anwendung zwischen 30 und 120 Minuten. In Deutschland werden die Behandlungskosten von den Krankenkassen übernommen. 
Das erste Gamma-Knife „Gamma Unit I“ besaß noch rechteckige Strahlformer. „Gamma Unit II“ hatte kreisförmige Bohrungen und verwendete Software zur Bestrahlungsplanung. Die Strahldurchmesser von 4 – 18 Millimetern haben sich bis heute kaum geändert. Ein größerer Unterschied zu heute besteht hingegen in der Fixierung. In den Anfängen wurde der Kopf des Patienten mit einem Helm aus Gips oder einem Aluminiumrahmen fixiert. In älteren Gamma-Knife-Modellen waren noch neun Strahlenquellen mehr, also insgesamt 201, verbaut. Zu diesen Modellen zählt das Gamma-Knife Modell U, dessen Design jedoch aufgrund von Sicherheitsproblemen beim Quellenwechsel geändert wurde. Auch die Modelle Gamma-Knife Modell B, C, 4C hatten noch 201 Strahlenquellen.
Im mitteleuropäischen Raum wurde das erste Gamma-Knife-Gerät (Produktname: Gamma Unit I) im April 1992 unter Gerhard Pendl an der Universitätsklinik für Neurochirurgie in Graz eingesetzt und ist seit 2011 nicht mehr in Betrieb. Das AKH Wien erhielt kurz darauf sein erstes Gerät, welches 2011 erneuert wurde. Derzeit (2024) ist die Anlage dort weiterhin in Betrieb, als einziges Gamma-Knife in Österreich.